# Житие Стефана Лазаревича

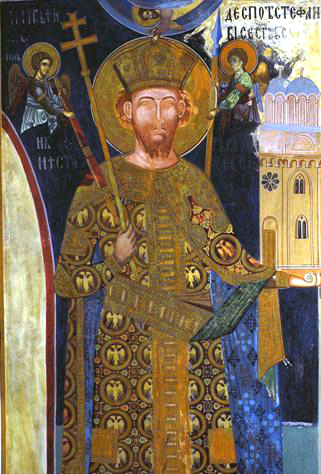
Стефан. Фрагмент фрески в монастыре Ресава

«Житие Стефана Лазаревича» (серб. Житије деспота Стефана Лазаревића) — биография сербского правителя Стефана Лазаревича, которую написал в 1431 году писатель Константин Философ в монастыре Ресава. Представляет собой ценный источник по истории Сербии 1370—1430 годов: содержит описание политической жизни Сербии, в частности, описание битвы на Косовом поле и отношения с Османской империей.
Константин Философ бежал из Болгарии в Сербию, где жил при дворе Стефана, занимаясь переводческой деятельностью. После смерти Стефана в 1427 году сербский патриарх Никон поручил Константину написать житие деспота. Оригинальный текст жития не сохранился, известно о четырёх копиях (двух сербских и двух российских).
Константин превозносит Стефана, критикует сербских противников — османов, венгров, негативно отзывается о сербской междоусобице. Однако он положительно описывает османского султана Баязида I, который был женат на сестре Стефана Оливере. Константин отмечает хорошие отношения Стефана и Баязида.